# 317e escadrille de chasse polonaise
La 317e escadrille de chasse polonaise, dite également de « Wilno » (en polonais : 317 Dywizjon Myśliwski „Wileński”) est une escadrille de chasse dont les pilotes polonais combattaient au sein de la Royal Air Force durant la Seconde Guerre mondiale.

Écusson du 317

## Histoire
L'escadrille est formée le 22 février 1941 à Acklington et devient opérationnelle le 24 avril 1941, l'unité continue les traditions de la 152e escadrille de Wilno. Comme la plupart des escadrilles britanniques, la 317e assume en alternance des missions d'interception et d'offensives au-dessus de l'Europe occupée.
Délocalisée à plusieurs reprises durant le conflit, d'abord au Royaume-Uni et après le débarquement, en France et Belgique, la 317e escadrille de chasse termine son épopée le 3 janvier 1947, jour de sa dissolution.

## Commandants
Commandants

### Commandants britanniques
- mars 1941 - avril 1941 S/Ldr C.J. Mount
- avril 1941 - juin 1941 S/Ldr A.N. Cole[4]

### Commandants polonais
- depuis le 20 février 1941 - commandant Stanisław Brzezina
- depuis le 7 août 1941 - capitaine Henryk Szczęsny
- depuis le 12 novembre 1941 - capitaine Józef Brzeziński
- depuis le 16 mars 1942 - capitaine Piotr Ozyra
- depuis le 30 avril 1942 - capitaine Stanisław Skalski
- depuis le 2 novembre 1942 - capitaine Zbigniew Czajkowski
- depuis le 29 avril 1943 - capitaine  Franciszek Kornicki
- depuis le 1er janvier 1944 - capitaine Włodzimierz Miksa
- depuis le 25 août 1944 - capitaine Władysław Gnyś
- depuis le 28 août 1944 - capitaine Marian Chełmecki
- depuis le 17 mai 1945 - capitaine Paweł Niemiec
- depuis le 6 septembre 1945 - capitaine Marian Trzebiński

## Équipements
Équipements,,

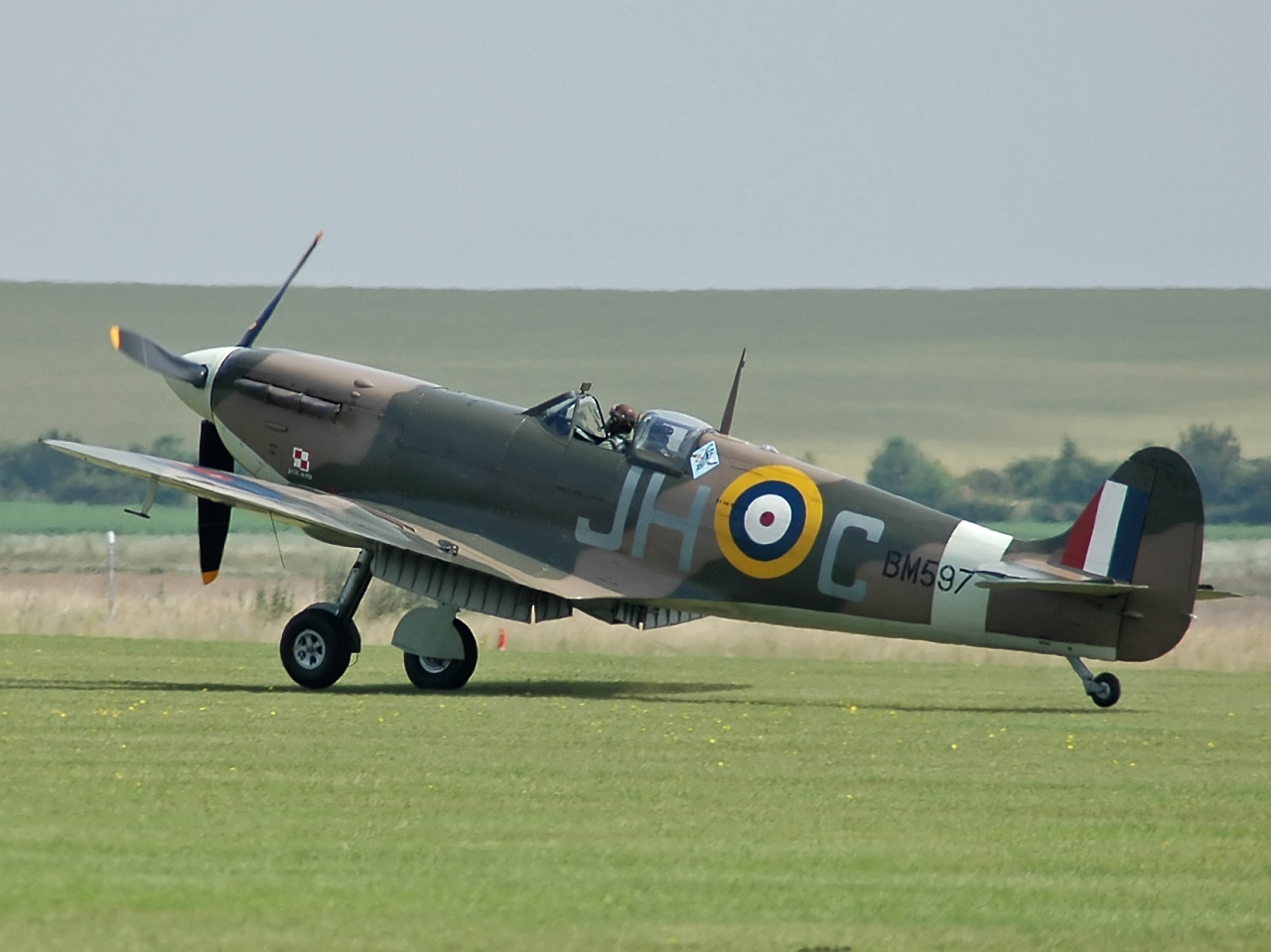
Spitfire Mk VB BM597 aux couleurs de la

- Hawker Hurricane Mk-I - depuis le 20 février 1941
- Hawker Hurricane Mk-IIA et Mk-IIB - depuis le 20 juillet 1941
- Supermarine Spitfire Mk-VB et Mk-VC - depuis le 7 décembre 1941
- Supermarine Spitfire Mk-IXE, LF et IXE - depuis le 23 septembre 1943
- Supermarine Spitfire Mk-XVI - depuis le 1er mai 1945

Le Spitfire Mk-VB (G-MKVB), BM597 portant le marquage JH*C est toujours en état de vol. Il appartient à Historic Aircraft Collection Ltd.

## Bases
- 20 février 1941 - Acklington
- 25 avril 1941 - Ouston
- 27 juin 1941 - Colerne
- 5 juillet 1941 - Fairwood Comon
- 6 août 1941 - Exeter
- 1er avril 1942 - Northolt
- juin 1942 - Croydon
- juillet 1942 - Northolt
- septembre 1942 - Woodvale
- 3 janvier 1943 - Northolt
- 1er février 1943 - Kirton in Lindsey
- 5 avril 1943 - Martlesham on Heath
- 2 mai 1943 - Heston
- 7 juin 1943 - Perranporth
- 3 août 1943 - Fairlop
- 15 septembre 1943 - Northolt
- 1er avril 1944 - Deanland
- 26 avril 1944 - Chailey
- 28 juin 1944 - Appledram
- 16 juillet 1944 - Ford
- 3 août 1944 - Plumetot (France)
- 5 septembre 1944 - Londieniere
- 10 septembre 1944 - Vendeville
- 3 octobre 1944 - Deurne (Belgique)
- 11 octobre 1944 - St.Denijs Westrem
- 13 janvier 1945 - Grimbergen
- 9 mars 1945 - Gilze Rijen (Pays-Bas)
- 13 avril 1945 - Nordhorn (Allemagne)
- 30 avril 1945 - Verrelbusch
- 10 septembre 1945 - Ahlborn
- 15 décembre 1946 - Portreath

## Victoires
| 1940-1945                 | Résultats |
| ------------------------- | --------- |
| Victoires certaines       | 48 1/3    |
| Probables                 | 10        |
| Avions ennemis endommagés | 26        |

## Source de la traduction
- (en) Cet article est partiellement ou en totalité issu de l’article de Wikipédia en anglais intitulé « No. 317 Polish Fighter Squadron » (voir la liste des auteurs).